# Baía das Gatas
Baía das Gatas este un oraș în São Vicente în Republica Capului Verde.